# Willacoochee (Géorgie)
Willacoochee est une ville américaine située dans le comté d'Atkinson, en Géorgie. Selon le recensement de 2020, sa population est de 1 240 habitants.